# La esponja que podía volar
«La esponja que podía volar» (título original: «The Sponge Who Could Fly») es el episodio 19 de la tercera temporada y el episodio 59 en general de la serie de televisión animada estadounidense Bob Esponja. Fue escrito por Paul Tibbitt, Kent Osborne y Merriwether Williams, con Andrew Overtoom y Tom Yasumi como directores de animación y Mark O'Hare como director de los ciclos de caminata al comienzo del episodio. El episodio fue producido en 2002 y transmitido por Nickelodeon en Estados Unidos el 21 de marzo de 2003.
La serie sigue las aventuras y esfuerzos del personaje principal en la ciudad submarina de Fondo de Bikini. En este episodio, Bob Esponja desearía poder volar con la medusa. Hace varios intentos por hacerlo, pero todos fracasan. En casa, Bob Esponja se está secando el cabello y recibe una llamada telefónica, se mete el secador en sus pantalones cuadrados, y el secador los infla, dándole la capacidad de volar. Va ayudando a la gente, ganándose su admiración y convirtiéndose en una especie de superhéroe. Sin embargo, otros personajes siguen pidiéndole favores cada vez más innecesarios, sin dejarle tiempo para volar con las medusas.
El episodio estuvo disponible en el VHS del mismo nombre y en el DVD Lost at Sea el 4 de marzo de 2003. Se realizaron promociones vinculadas con Burger King, que lanzó una serie de juguetes. Tras su lanzamiento, «La esponja que podía volar» obtuvo siete millones de visitas y recibió críticas mixtas y positivas de los críticos de televisión, especialmente en lo que respecta a los segmentos de acción en vivo. «La esponja que podía volar» se adaptó a un musical llamado SpongeBob SquarePants Live! The Sponge Who Could Fly!, que realizó una gira por ciudades seleccionadas de Asia en 2007. El musical pasó a llamarse SpongeBob SquarePants: The Sponge Who Could Fly! A New Musical cuando realizó una gira por el Reino Unido en 2009.

## Trama
En Encino, California, el fan de Bob Esponja, Parche el Pirata, presumiblemente perdió el «Episodio perdido» de Bob Esponja antes del episodio. Después de un segmento de clips anteriores de Bob Esponja llamado «Recordando a Bob Esponja», y Parche lamentando haber perdido el episodio, se propone encontrarlo usando un mapa del tesoro. A lo largo de varias dificultades, finalmente encuentra una cinta VHS que contiene el episodio. Luego regresa a casa contento y mira el episodio. Sin embargo, la cinta solo muestra un clip de Bob Esponja haciendo una serie de caminatas baratas en bicicleta al ritmo de música tecno antes de mostrar abruptamente barras de color EBU. Parche se enoja y se deshace de su mercancía de Bob Esponja, incluida su ropa interior de Bob Esponja, lo que hace que se escape. Luego, el episodio real comienza a reproducirse y Parche regresa, arregla todas sus cosas al revés y luego disfruta del episodio.
En el episodio, Bob Esponja desearía poder volar con la medusa. Hace varios intentos para hacerlo, incluido un biplano, alas de murciélago, una silla de jardín con globos y una cometa gigante arrastrada por una bicicleta. Todos estos intentos fracasan y Bob Esponja se enfrenta al ridículo de los demás. Les dice a quienes se burlan de él que «¡es un día triste en Fondo de Bikini, cuando un chico es ridiculizado por tener sueños!». Ellos responden que todos han tenido sueños incumplidos y se convierten en una turba enojada para perseguirlo. Bob Esponja corre por un acantilado y cae en un camión de barro y luego en un camión de plumas.
De regreso a casa, habiendo renunciado a su sueño, Bob Esponja se seca cuando recibe una llamada telefónica llamada telefónica insultante y se mete el secador de pelo en los pantalones. Mientras habla, la secadora infla sus pantalones, dándole la capacidad de volar. Va ayudando a la gente, ganándose su admiración y convirtiéndose en una especie de superhéroe. Sin embargo, los demás personajes siguen pidiéndole favores cada vez más innecesarios, sin dejarle tiempo para volar con las medusas. Cuando intenta escapar a Jellyfish Fields, se forma una turba que lo persigue, pero no puede atraparlo. Cannonball Jenkins, ex granjero y luego marinero, se lanza hacia Bob Esponja, le rompe los pantalones como castigo por negarse a hacer más favores y lo envía al suelo. Luego, todos celebran un funeral por sus pantalones ahora desinflados. Molesto, Bob Esponja regresa a casa, pero las medusas lo ayudan a volar y lo llevan de regreso allí. Patricio llega y pregunta si pueden «volar» a la pizzería, pero Bob Esponja decide dejar el vuelo a las medusas, solo para que Patricio literalmente salga volando de sí mismo.
El episodio regresa a Parche, quien quiere volver a reproducir el episodio, pero su dificultad con el control remoto del televisor hace que destruya accidentalmente la cinta al desgastarla y hacer que la tira de película salga de su videograbadora. Como resultado, Parche termina enredado en la tira de película en el proceso y llora porque arruinó el episodio y ahora se perdió para siempre. A medida que la escena cambia a una toma exterior de la casa de Parche, pero ahora de noche, el narrador asegura a la audiencia que, independientemente de si el episodio perdido permanecerá perdido o no, mientras haya estrellas en el cielo, Bob Esponja seguirá viviendo en los corazones y las mentes de los fanes. Cuando la historia termina con estas estrellas formando una constelación de Bob Esponja, el narrador les dice a los espectadores que se pierdan, finalizando así el episodio.

## Producción
«La esponja que podía volar» fue escrita por Paul Tibbitt, Kent Osborne y Merriwether Williams, con Andrew Overtoom y Tom Yasumi como directores de animación. Tibbitt y Osborne también actuaron como directores de guiones gráficos, y Carson Kugler, Caleb Meurer y William Reiss sirvieron como artistas de guiones gráficos. Derek Drymon se desempeñó como director creativo. El episodio se emitió originalmente en Nickelodeon en los Estados Unidos el 21 de marzo de 2003, con clasificación parental TV-Y. «La esponja que podía volar» fue uno de los pocos episodios de la tercera temporada que se emitió durante la producción del largometraje de 2004 de la serie. En 2002, el creador de la serie Stephen Hillenburg, con su equipo, detuvo la producción del programa para trabajar en la película, lo que resultó en pocas transmisiones de nuevos episodios. Nickelodeon anunció que se mostrarían nueve episodios «aún no emitidos». Durante la pausa en la producción televisiva, «La esponja que podía volar» se emitió por primera vez durante un maratón de «Esponjas» de dos horas, mientras que las otras ocho se transmitieron posteriormente.
Mark O'Hare dirigió y animó los ciclos de caminata al comienzo del episodio. El ciclo se originó cuando el productor supervisor en ese momento Derek Drymon llamó a O'Hare. O'Hare dijo: «Derek me llamaba de la nada para trabajar como autónomo y era difícil conocer el contexto de las cosas». Recordó que el equipo le dio una canción de sintetizador «mala» y le dijeron que hiciera «una especie de caminata extraña hacia ella». Dijo: «Animé este extraño paseo de Bob Esponja y lo entregué, y eso fue todo». Finalmente, Drymon vio el ciclo y se refirió a él como el paseo «El episodio perdido». O'Hare no tenía idea de qué estaba hablando Drymon hasta que supo que ya se había utilizado en un episodio. O'Hare dijo «así que me imaginé que terminó en el piso de la sala de montaje, como muchas cosas que terminas haciendo en animación. No tenía idea de que se estaba refiriendo al nombre real del programa ['El episodio perdido']». Las escenas de acción en vivo fueron dirigidas por Mark Osborne (hermano del director del guion gráfico del episodio, Kent Osborne), y fueron presentadas por Tom Kenny en el personaje de Parche el Pirata, el presidente del club de fanes ficticio de Bob Esponja.
«La esponja que podía volar» se lanzó en una cinta VHS del mismo nombre el 4 de marzo de 2003. Se lanzó en la compilación en DVD titulada SpongeBob SquarePants: Lost at Sea también el 4 de marzo de 2003. El episodio también se incluyó en el DVD SpongeBob SquarePants: The Complete 3rd Season el 27 de septiembre de 2005. El 22 de septiembre de 2009, fue lanzado en el DVD de SpongeBob SquarePants: The First 100 Episodes,  junto con todos los episodios de las temporadas uno a cinco.

## Marketing
Para promocionar el episodio, Nickelodeon lanzó una campaña al aire llamada «El episodio perdido de Bob Esponja», que culminó con el estreno de «La esponja que podía volar». Nickelodeon también se asoció con Burger King para lanzar una línea de juguetes como un vínculo de marketing para el evento. La línea de juguetes constaba de ocho figuras, entre ellas Bob Esponja Silly Squirter, Swing Time Patrick, Jellyfish Fields, Plankton Bubble Up, Squirt N' Whistle Squidward, Plush Shakin' Bob Esponja, Karate Chop Sandy y Gravity Defying Gary. La promoción duró cinco semanas, tiempo durante el cual uno de los artículos populares en el menú «Niños Grandes», Chicken Tender, vino «en divertidas formas de estrellas y relámpagos». Craig Braasch, vicepresidente de publicidad y promociones globales de Burger King Corporation, dijo: «Estos ocho juguetes nuevos, divertidos y aptos para el mar dentro de nuestros Big Kids Meals brindan horas de entretenimiento acuático para nuestros clientes jóvenes».
Cada uno de los juguetes lanzados incluía una «tarjeta de pista» que contenía un acertijo del personaje de Bob Esponja. Al visitar el sitio web de Nickelodeon, los espectadores podían responder el acertijo para ganar tarjetas coleccionables digitales de Bob Esponja. También podrían participar en un sorteo para ganar una fiesta de Bob Esponja en casa para 25 personas donde se vio «La esponja que podía volar» en el nuevo televisor de pantalla grande del ganador. Pam Kaufman, vicepresidenta sénior de marketing de Nickelodeon, dijo: «Estamos orgullosos de la relación que hemos construido con Burger King Corporation y entusiasmados de que Bob Esponja regrese para su segunda promoción de Burger King. La promoción seguramente traerá a los jóvenes clientes de Burger King toda la diversión que esperan de Nickelodeon y Bob Esponja».

## Recepción
Tras su lanzamiento, «La esponja que podía volar» fue vista por más de siete millones de personas. Sin embargo, el episodio recibió críticas mixtas de los críticos. David Kronke, de Los Angeles Daily News, criticó el especial por ser un episodio estándar que se ha ampliado a una longitud adicional, y los segmentos de acción en vivo de Parche el Pirata «no son muy divertidos» y son «lo que debería perderse». En su reseña de DVD Verdict, Bryan Pope criticó el episodio como «el único paso en falso» en una tercera temporada que de otro modo sería sólida, ya que sintió que «se aleja demasiado de Fondo de Bikini y entra en un territorio de acción en vivo sin gracia». Tom Maurstad de The Dallas Morning News dijo que no fue «un episodio muy bueno», y lo describió como «otra historia de Bob Esponja y su amor por las medusas» que «no [tener] suficientes risas» y tener «demasiado sentimentalismo chorreante».
Dana Orlando de Philadelphia Daily News expresó la opinión de que tanto los segmentos de dibujos animados como de acción en vivo del episodio eran divertidos y lo describió como uno de los mejores episodios hasta la fecha. En 2003, el episodio recibió un honor Hors Concours por programas transmitidos recientemente en los premios Banff Rockie.

## Adaptación musical

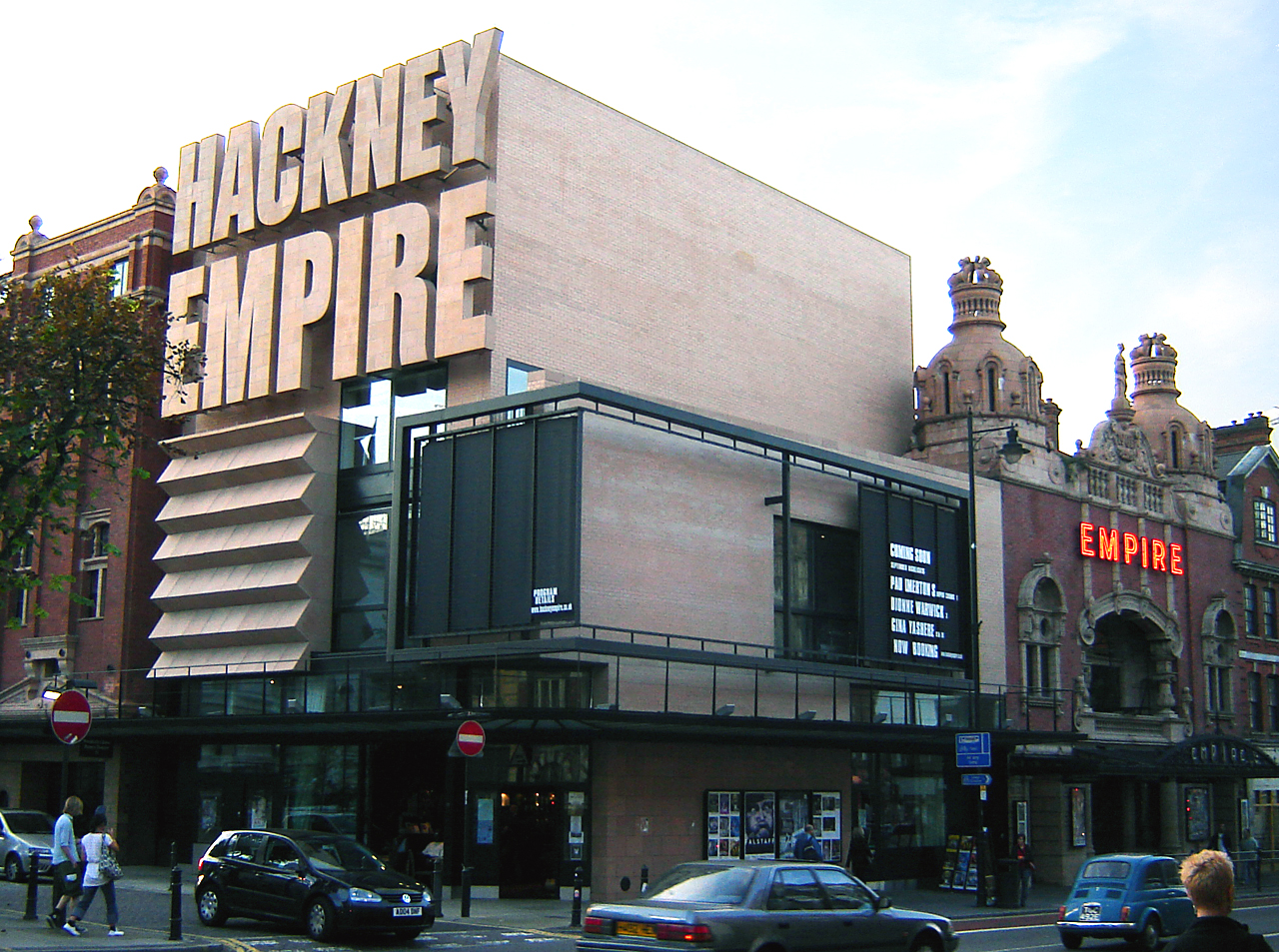
La adaptación musical británica de 2009 del episodio llamado SpongeBob SquarePants: The Sponge Who Could Fly! A New Musical se estrenó en el Hackney Empire de Londres.

«La esponja que podía volar» se adaptó a un musical llamado SpongeBob SquarePants Live! The Sponge Who Could Fly!. Se lanzó en Singapur en el Singapore Expo Hall el 31 de mayo de 2007 y fue la primera personalización de Bob Esponja en un evento musical en vivo, uniéndose a una lista de ofertas en vivo inspiradas en televisión de Nickelodeon que Incluye Las pistas de Blue y Dora, la exploradora. El musical también marcó la primera vez que Nickelodeon estrenó una gira en vivo fuera de los Estados Unidos. El programa es una historia de coraje y mayoría de edad que habla del deseo de Bob Esponja de volar con las medusas de Jellyfish Fields. Viajó a cinco ciudades de Asia, incluidas Singapur, Kuala Lumpur, Yakarta, Bangkok y Manila, antes de realizar una gira por ciudades de Australia y Nueva Zelanda. Una versión en mandarín realizó una gira por China y Hong Kong en el otoño.
El guion fue escrito por Steven Banks , quien se había convertido en el escritor principal de la serie en la cuarta temporada, con canciones de Eban Schletter. Gip Hoppe se desempeñó como director, con la coreógrafa y directora asociada Jenn Rapp, y el decorado fue diseñado por el veterinario de Rialto, David Gallo. El musical fue producido por Nickelodeon y MTVN Kids and Family Group, en asociación con Broadway Asia Entertainment.
En 2009, el programa realizó una gira por el Reino Unido e Irlanda con el nombre de SpongeBob SquarePants: The Sponge Who Could Fly! A New Musical. Se estrenó en el Hackney Empire en Londres, Inglaterra, el 3 de febrero de 2009. El musical realizó una gira por el Reino Unido desde marzo de 2009 durante seis meses con actuaciones en el Hammersmith Apollo, Southend, Edimburgo, Birmingham, Reading, Salford, Sunderland, Nottingham, Liverpool, High Wycombe, Plymouth, Bristol, Cardiff, Oxford, Killarney y Dublín.
Alison Pollard coreografió y dirigió la adaptación del Reino Unido y dijo que el episodio ya tenía algunas canciones, lo que ayudó con la conversión a musical. Ella dijo: «El episodio elegido para el programa ya tenía cuatro o cinco melodías realmente pegadizas, y la idea de que quiere volar con medusas también es buena para el escenario». La adaptación incluye doce canciones de varios estilos.
El actor inglés Chris Coxon interpretó el papel de Bob Esponja. Coxon era fanático de la serie y dijo: «Si me hubieran dicho hace un año que hoy interpretaría a Bob Esponja, me hubiera encantado, aunque no estoy seguro de haberlo creído». Coxon admitió que fue difícil adaptar el programa a un musical. Comentó: «Es difícil porque estás intentando recrear este personaje que es tan fluido en la pantalla. Por ejemplo me estoy acostumbrando a mi disfraz cuadrado, aunque tiene un diseño increíble, así que, aunque estoy restringido, puedo hacer muchas de las cosas que hace en la caricatura».

### Recepción de la crítica
| Las enérgicas actuaciones y la colorida escenografía compensan con creces esto y, a los 90 minutos (incluido el descanso), el espectáculo es lo suficientemente corto como para evitar que a los más pequeños les pique los pies. —Gordon Barr y Roger Domeneghetti en su reseña para Evening Chronicle. |

El musical fue bien recibido por la mayoría de los críticos. En su reseña para The Sentinel, Chris Blackhurst trajo a un niño de siete años llamado Dylan Brayford y al padrino de Dylan, James Humphreys, de 34 años, de Nantwich para ver el musical. Los dos «no quedaron decepcionados». Blackhurst dijo: «La trepidante historia de coraje y sueños mantuvo a ambos entretenidos con muchos momentos divertidos para los niños y una pizca de chistes que pasaron por las cabezas de los fanáticos más jóvenes pero provocaron una sonrisa irónica en los rostros de mamás y papás». Brayford lo resumió diciendo: «Fue bueno, pero no tan bueno como el programa de televisión».
Gordon Barr y Roger Domeneghetti del Evening Chronicle describieron el programa como «un tonto derroche de color [...] como cabría esperar de una adaptación de un programa de televisión de dibujos animados». Elogiaron la canción llamada «Ker Ching» interpretada por Mr. Krabs, diciendo «[Se] destaca por encima del resto». Viv Hardwick de The Northern Echo dijo: «Los más jóvenes están encantados de ver una colorida colección de personajes, que se parecen vagamente al elenco del programa de televisión de diez años, retozando por el escenario». Hardwick elogió el papel de Charles Brunton como Calamardo Tentáculos, mientras que se decía que John Fricker (Patricio Estrella) y Martin Johnston (Mr. Krabs) «ganaron el mayor concurso de disfraces».